# Likud
Likud (hebreiska: ליכוד; "samling" eller "förbund") är en israelisk sammanslutning av borgerliga partier, som etablerades 1973.
Israels förutvarande premiärminister, Ehud Olmert, var tidigare medlem i detta parti liksom Benjamin Netanyahu, sittande regeringschef.

## Historia
Likud bildades genom samgående mellan La'am och Gahal (Gush Herut Liberalim) inför valet 1973.
Valet 1977 vanns sensationellt av Likud, som sedan dess oftast innehaft premiärminister-posten.
Likud fortsatte att vara en paraplyorganisation, ledd av Menachem Begins Herut, till 1988 när man formellt slog ihop sina påsar och blev ett enat parti, det ledande konservativa partiet i Israel.
Premiärministrar från partiet:
- Menachem Begin 1977-1983
- Yitzhak Shamir 1983-1984 och 1986-1992
- Benjamin Netanyahu 1996-1999 och 2009-2021
- Ariel Sharon 2001-2005

Partiledare från 2001 till 2005 var Ariel Sharon, en av grundarna av partiet. Ariel Sharon beslutade sig den 21 november 2005 för att lämna partiet på grund av intern kritik mot att han samarbetar med Arbetarpartiet och mot evakueringen av Gazaremsan. Benjamin Netanyahu valdes till ny partiledare den 19 december 2005.
Flera ministrar lämnade partiet och gick över till Sharons nya parti Kadima:
- Vice premiärminister Ehud Olmert
- Turistminister Avraham Hirchenson
- Juridikminister Tzipi Livni
- Ministern för intern säkerhet, Gideon Ezra
- Transportminister Meir Sheetrit
- Försvarsminister Shaul Mofaz